# Karam Bast
Karam Bast (persiska: کرم بست) är en ort i Iran.   Den ligger i provinsen Kermanshah, i den nordvästra delen av landet, 400 km väster om huvudstaden Teheran. Karam Bast ligger 1 874 meter över havet och antalet invånare är 638.
Terrängen runt Karam Bast är huvudsakligen kuperad, men åt sydost är den bergig. Runt Karam Bast är det ganska tätbefolkat, med 60 invånare per kvadratkilometer. Närmaste större samhälle är Armanī Jān, 13,1 km sydost om Karam Bast. Trakten runt Karam Bast består i huvudsak av gräsmarker.